# Raviv Limonad
Raviv Limonad (en hébreu : רביב לימונד) né le 26 février 1984 à Netanya en Israël est un joueur israélien de basket-ball. Il mesure 1,91 m et joue au poste d'arrière.

## Biographie
Raviv Limonad joue ensuite en France, au Mans Sarthe Basket où il marque 6 points en moins de 6 secondes contre le STB Le Havre pour offrir la victoire aux Manceaux.

## Palmarès

### Club
- Vainqueur de la Coupe ULEB : 2004 avec Hapoel Jerusalem

### Sélection nationale
- Championnat du monde masculin de basket-ball
  - Participation au Championnat du Monde des 21 ans et moins en 2005 en Argentine

- Championnat d'Europe
  -  Médaille d'argent au championnat d'Europe des 20 ans et moins en 2004 en Russie
  - Participation au Championnat d'Europe des 20 ans et moins en 2004 en République tchèque
  - Participation au Championnat d'Europe des 20 ans et moins en 2002 en Lituanie
  - Participation au Championnat d'Europe des 18 ans et moins en 2002 en Allemagne
- autres
  - Participation au Tournoi Albert Schweitzer à Mannheim Allemagne
  - International israélien depuis 2001

### Distinction personnelle
- Participation au All-Star Game israélien en 2003